# Mid-Atlantic Regional Spaceport
Pour les articles homonymes, voir Mars.
Mid-Atlantic Regional Spaceport désigné généralement par son acronyme MARS est une base de lancement d'engins spatiaux destinée aux tirs de lanceurs commerciaux. Elle se trouve sur l'île de Wallops Island située sur la côte est des États-Unis dans l'État de Virginie. MARS est voisine de la base de lancement de Wallops  Island de l'agence spatiale américaine, la NASA. La base dispose de trois pas de tir d'où sont tirés des lanceurs légers Minotaur et Electron, ainsi que le lanceur moyen Antares. Le premier vol a eu lieu en 2006.

## Historique

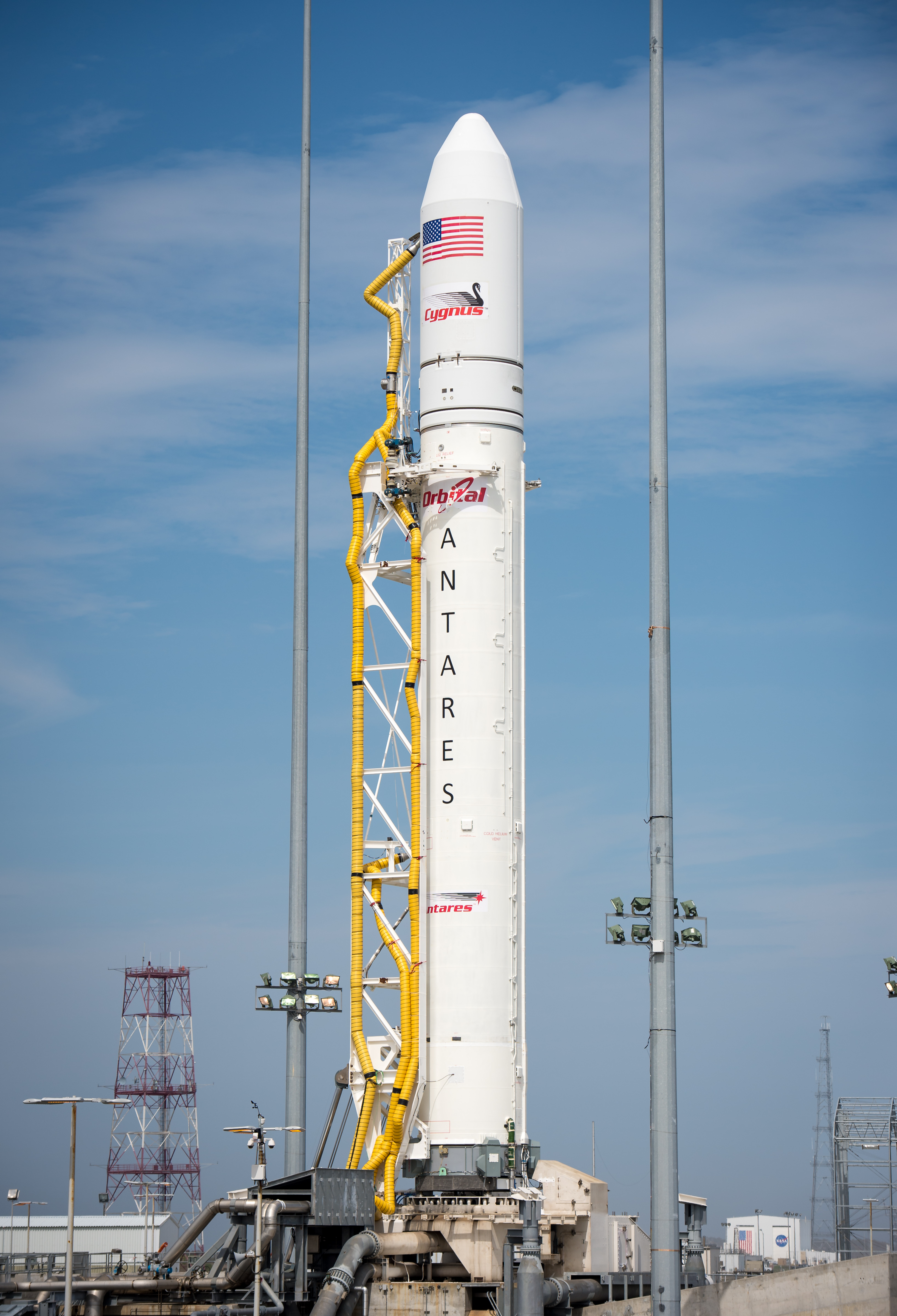
Antares 130 en position de tir.

L'État de Virginie crée en 1995 la société Virginia Commercial Space Flight Authority désignée généralement sous l'appellation Virginia Space dont l'objectif est de promouvoir la recherche et l'industrie spatiale sur le territoire de l'État. En 1997, Virginia Space passe un contrat avec la NASA pour l'utilisation de l'extrémité méridionale de la base de lancement de Wallops  Island pour y implanter une base de lancement destinée aux vols commerciaux et baptisée Mid-Atlantic Regional Spaceport. La base est autorisée pour des tirs dont l'azimut est compris entre 38 et 60°. Le premier pas de tir 0A est construit pour lancer la fusée commerciale Conestoga mais le développement du lanceur est arrêté à la suite de l'échec de son premier vol.
Le pas de tir 0B devient opérationnel en 1999 et est utilisé lors du premier vol pour tirer une fusée Minotaur I de la société Orbital Sciences Corporation qui place en orbite des petits satellites militaires. Le pas de tir est par la suite régulièrement utilisé pour lancer des fusées de cette famille de lanceur. En 2013, le pas de tir est modifié pour permettre le lancement du Minotaur V. En 2009, Orbital Sciences Corporation, qui a remporté avec SpaceX le marché du ravitaillement de la Station spatiale internationale (programme COTS) décide de lancer les vaisseaux cargos Cygnus chargés d'amener le fret à la station spatiale depuis MARS. Entre 2009 et 2011, le pas de tir 0A est modifié pour permettre l'assemblage du lanceur moyen Antares et son lancement. Le premier tir a lieu le 21 avril 2013. Le 28 octobre 2014, le premier étage du lanceur Antares est victime d'une défaillance quelques secondes après le décollage et l'explosion endommage le pas de tir qui est toutefois remis en état quelques mois plus tard.
En octobre 2018, Rocket Lab annonce qu'elle a sélectionné MARS comme son second site de lancement, baptisé Rocket Lab Launch Complex-2. Le pas de tir est inauguré en décembre 2019 et l'entreprise prévoyait un premier lancement au printemps 2020 pour la U.S. Air Force, puis une cadence de tir mensuelle pour atteindre 12 vols par an depuis le complexe de lancement. Toutefois, des délais dans la certification du nouveau système automatique de destruction en vol mènent au changement de la charge utile et de la date pour le lancement inaugural en 2021, puis 2022. Le premier lancement a finalement lieu le 24 janvier 2023 dans le cadre de la mission Virginia Is For Launch Lovers, et place en orbite basse trois satellites.

## Installations

### Pas de tir 0A
Le pas de tir 0A est utilisé pour les tirs du lanceur Antares. Il comprend une rampe menant au pas de tir placé sur des piliers en béton. Un système de déluge permet d'atténuer les vibrations acoustiques. Le lanceur avec sa charge utile est transporté à l'horizontale par un véhicule à pneu depuis le bâtiment d'assemblage d'Orbital situé à proximité puis mis à la verticale sur place. Des installations permettent le stockage et le remplissage des réservoirs d'oxygène liquide.

### Pas de tir 0B
Le pas de tir 0B est destiné aux lancements de la famille de fusées légères Minotaur à propergol solide. Une tour de service permet l'assemblage sur place du lanceur.

### Pas de tir 0C
Un troisième pas de tir est construit par l'entreprise américaine Rocket Lab et est destiné aux lancements du micro-lanceur Electron. La construction d'un nouveau pas de tir situé à proximité du pas de tir d'Electron a débuté en 2022, pour accueillir le futur lanceur moyen de la société, Neutron. 

## Lancements

### Historique de lancements
| Date                 | Lanceur        | Charge utile                  | Pas de tir | Résultat | Commentaire                                                                                              |
| -------------------- | -------------- | ----------------------------- | ---------- | -------- | --- |
| 23 octobre 1995      | Conestoga 1620 | Satellite expérimental Meteor | 0A         | Échec    | Unique tentative de lancement orbital de Conestoga, la fusée est détruite 46 secondes après le décollage |
| 16 décembre 2006     | Minotaur I     | TacSat-2, GeneSat-1           | 0B         | Succès   | |
| 24 avril 2007        | Minotaur I     | NFIRE                         | 0B         | Succès   | |
| 19 mai 2009          | Minotaur I     | TacSat-3                      | 0B         | Succès   | |
| 30 juin 2011         | Minotaur I     | USAF ORS-1                    | 0B         | Succès   | |
| 21 avril 2013        | Antares 120    | Simulateur vaisseau Cygnus    | 0A         | Succès   | Vol de test du lanceur                                                                                   |
| 7 septembre 2013     | Minotaur V     | LADEE                         | 0B         | Succès   | Sonde spatiale lunaire                                                                                   |
| 18 septembre 2013    | Antares 120    | Cygnus Orb-D1                 | 0A         | Succès   | Vol de qualification du vaisseau cargo                                                                   |
| 19 novembre 2013     | Minotaur I     | ORS 3, STPSat3                | 0B         | Succès   | |
| 9 janvier 2014       | Antares 120    | Cygnus Orb-1                  | 0A         | Succès   | Premier vol opérationnel vers la station spatiale internationale                                         |
| 13 juillet 2014      | Antares 120    | Cygnus Orb-2                  | 0A         | Succès   | |
| 28 octobre 2014      | Antares 120    | Cygnus Orb-3                  | 0A         | Échec    | Explosion du lanceur peu après le décollage, le pas de tir est endommagé                                 |
| 17 octobre 2016      | Antares 230    | Cygnus OA-5                   | 0A         | Succès   | Vol inaugural d'une nouvelle version du lanceur Antares                                                  |
| 12 novembre 2017     | Antares 230    | Cygnus OA-8E                  | 0A         | Succès   | |
| 21 mai 2018          | Antares 230    | Cygnus OA-9E                  | 0A         | Succès   | |
| 17 novembre 2018     | Antares 230    | Cygnus NG-10                  | 0A         | Succès   | |
| 17 avril 2019        | Antares 230    | Cygnus NG-11                  | 0A         | Succès   | |
| 2 novembre 2019      | Antares 230    | Cygnus NG-12                  | 0A         | Succès   | |
| 15 février 2020      | Antares 230    | Cygnus NG-13                  | 0A         | Succès   | |
| 15 juillet 2020      | Minotaur IV    | NROL-129                      | 0B         | Succès   | Charge utile classifiée de la NRO                                                                        |
| 3 octobre 2020       | Antares 230+   | Cygnus NG-14                  | 0A         | Succès   | |
| 20 février 2021      | Antares 230+   | Cygnus NG-15                  | 0A         | Succès   | |
| 15 juin 2021         | Minotaur I     | NROL-111                      | 0B         | Succès   | Charge utile classifiée de la NRO                                                                        |
| 10 août 2021         | Antares 230+   | Cygnus NG-16                  | 0A         | Succès   | |
| 19 février 2022      | Antares 230+   | Cygnus NG-17                  | 0A         | Succès   | |
| 7 novembre 2022      | Antares 230+   | Cygnus NG-18                  | 0A         | Succès   | |
| 24 janvier 2023      | Electron       | Hawk x 3                      | 0C         | Succès   | Premier vol de la fusée Électron depuis MARS et les États-Unis                                           |
| 16 mars 2023         | Electron       | Capella 9 & 10                | 0C         | Succès   | Satellites d'imagerie radar                                                                              |
| 2 août 2023          | Antares 230+   | Cygnus NG-19                  | 0A         | Succès   | Dernier vol de la version 230+ d'Antares                                                                 |
| Lancements planifiés |                |                               |            |          | |
| vers fin 2024        | Antares 330    | Cygnus NG-23                  | 0A         | Prévu    | Vol inaugural d'une nouvelle version du lanceur Antares                                                  |

### Statistiques de lancement
- Antares (0A)
- Minotaur I (0B)
- Minotaur IV (0B)
- Minotaur V (0B)
- Electron (0C)

Exclut le seul lancement de Conestoga depuis le pad de tir 0A en 1995 et le lancement suborbital de ALV X-1 le 22 août 2008 depuis le pad de tir 0B.

## Galerie

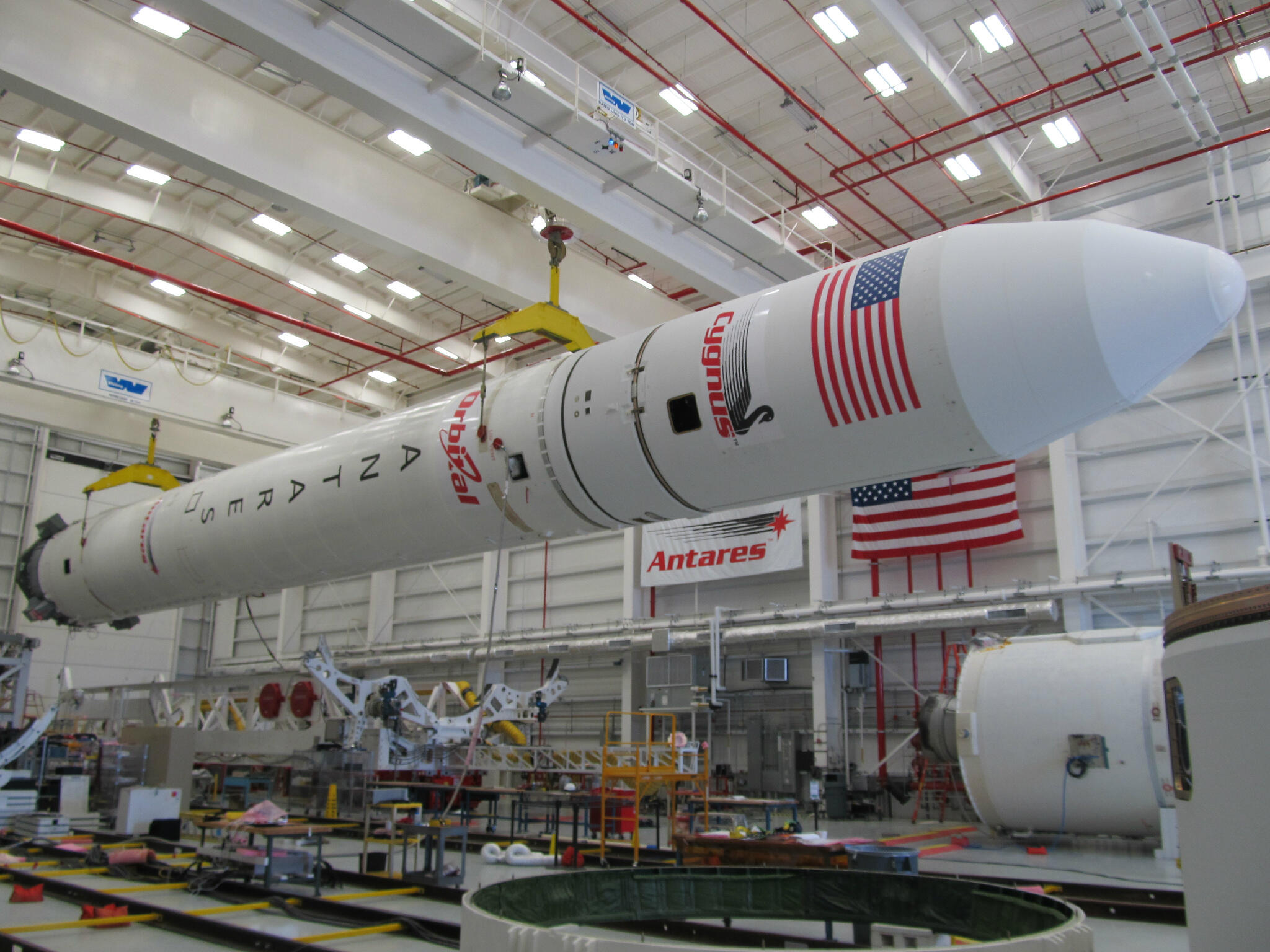
A proximité du pas de tir 0A, dans le bâtiment d'assemblage d'Orbital, le lanceur Antares est placé sur le véhicule érecteur.
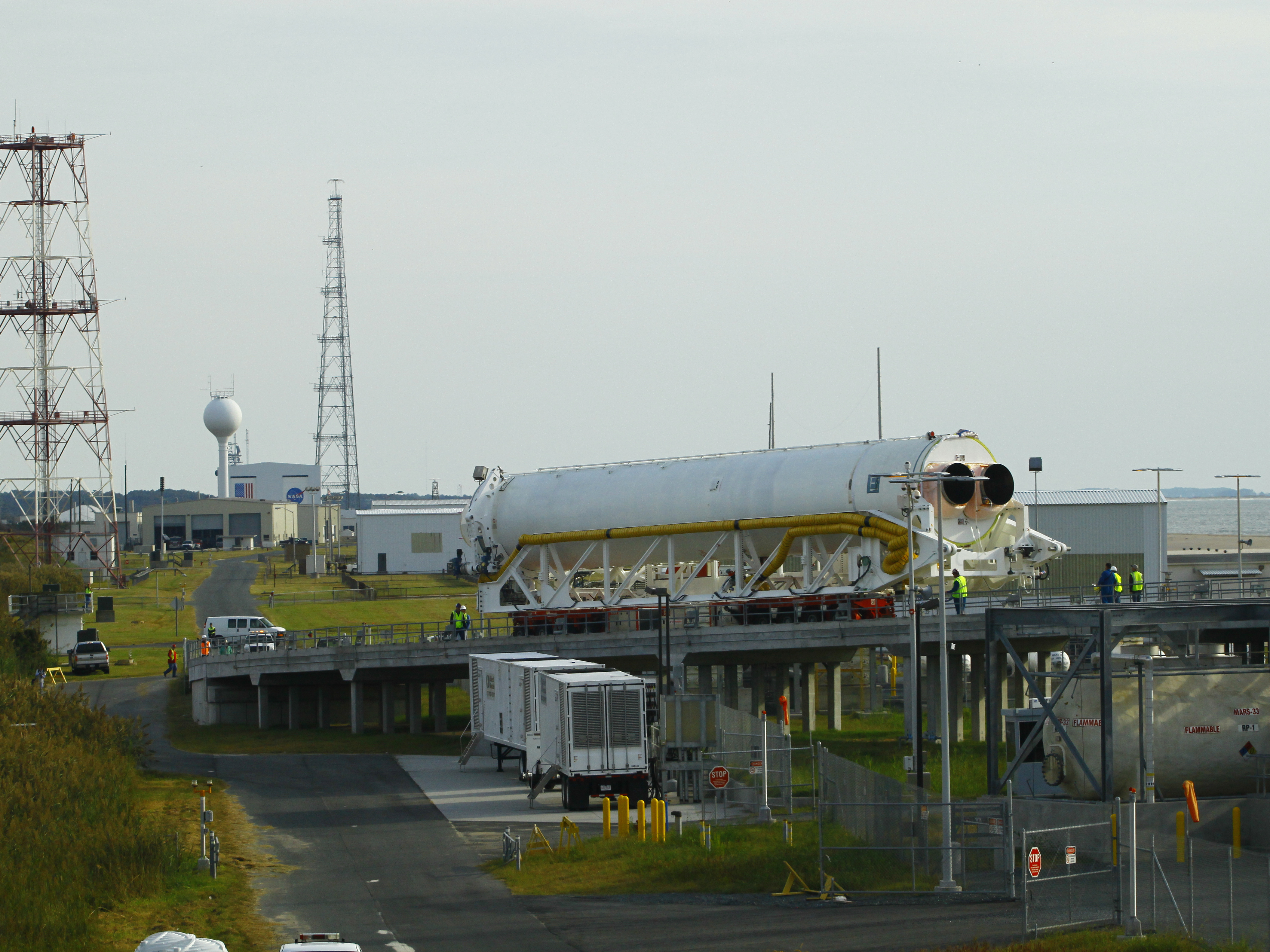
Une rampe permet de transporter le lanceur Antares jusqu'au pas de tir 0A ATK
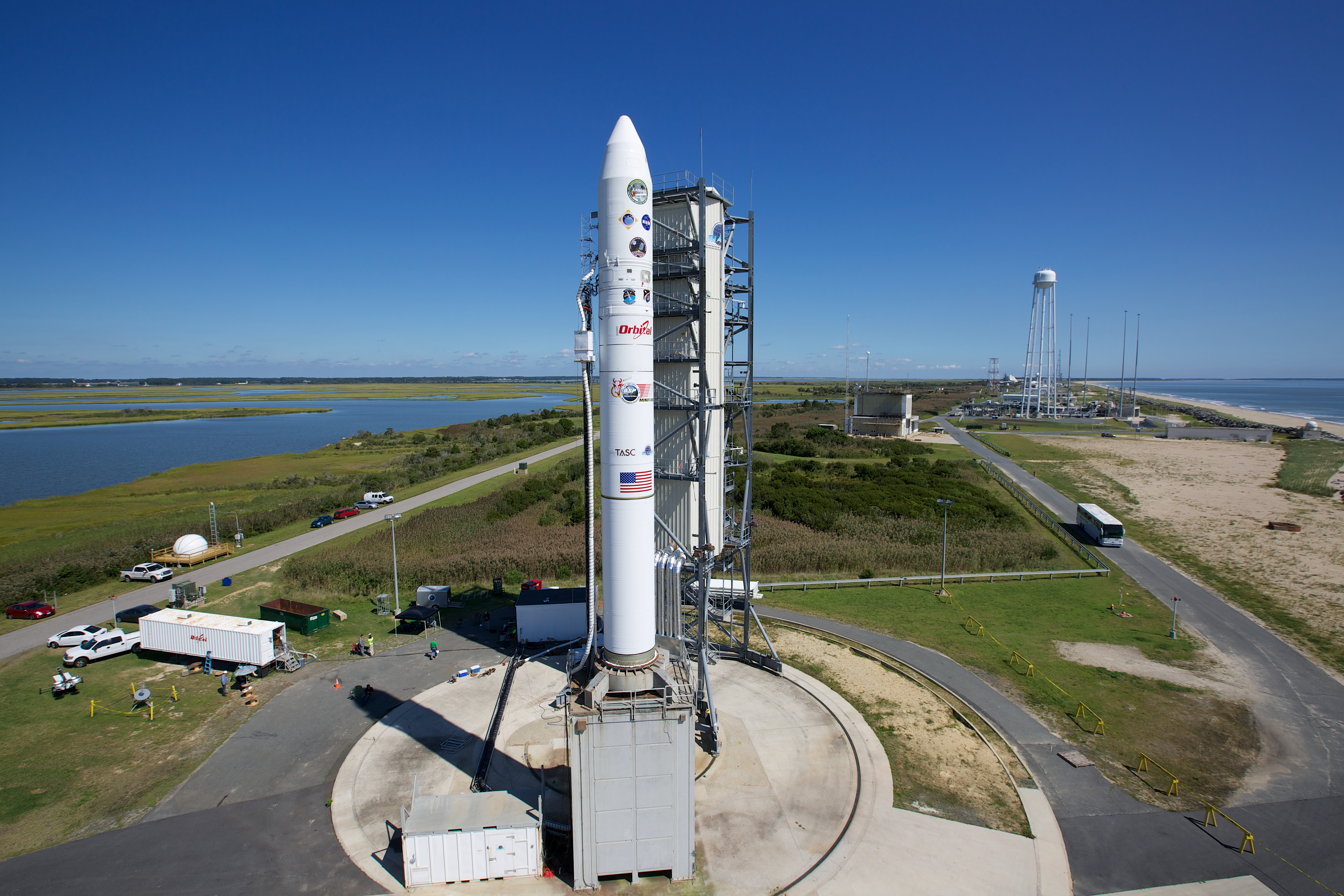
Pas de tir 0B avec un lanceur Minotaur V